# Mike Grundy
Michael Grundy  (ur. 1 marca 1987 w Wigan) – brytyjski zapaśnik walczący w stylu wolnym oraz zawodnik mieszanych sztuk walki (MMA). Zajął dwunaste miejsce na mistrzostwach świata w 2009. Szesnasty na mistrzostwach Europy w 2010. Brązowy medalista igrzysk Wspólnoty Narodów w 2014 i piąty w 2010, gdzie reprezentował Anglię. W latach 2019-2022 zawodnik Ultimate Fighting Championship (UFC).

## Osiągnięcia

### Zapasy

#### Senior
- United World Wrestling
  - Igrzyska Wspólnoty Narodów 2014 – Brązowy Medal – 74 kg
  - 2011 Grand Prix Hiszpanii - 9 miejsce - 74 kg
  - Igrzyska Wspólnoty Narodów 2010 - 5 miejsce - 74 kg
  - 2010 Puchar Wielkiej Brytanii - 7 miejsce - 74 kg
  - Mistrzostwa Europy 2010 - 16 miejsce - 74 kg
  - Mistrzostwa Świata 2009 - 12. miejsce - 74 kg
  - Mistrzostwa Europy 2009 - 23 miejsce - 74 kg
  - 2008 II kwalifikacja olimpijska - 20 miejsce - 74 kg
  - 2008 I Kwalifikacja Olimpijska - 29 miejsce - 74 kg
  - Mistrzostwa Europy 2007 - 22 miejsce - 74 kg

#### Kadet i Junior
- Mistrzostwa Świata Juniorów 2007 - 17 miejsce - 66 kg
- Mistrzostwa Europy Juniorów 2007 - 13. miejsce - 66 kg
- Mistrzostwa Świata Juniorów 2006 - 20 miejsce - 66 kg
- Mistrzostwa Europy Juniorów 2006 - 15 miejsce - 66 kg
- Mistrzostwa Europy Juniorów 2005 - 18 miejsce - 66 kg
- 2002 Mistrzostwa Europy Kadetów - 21 miejsce - 54 kg

### Mieszane sztuki walki
- Aspera Fighting Championship
  - Mistrz Aspera FC w wadze piórkowej

### Brazylijskie Jiu-jitsu
- IBJJF European No-Gi Championships
  - Mistrzostwa Europy No-Gi IBJJF 2015 – 1. miejsce (waga lekka, niebieski pas)

## Lista zawodowych walk MMA
| Wynik     | Bilans | Przeciwnik (bilans przed walką) | Rozstrzygnięcie                      | Runda | Czas | Rozgrywki                            | Data       | Miejsce       | Uwagi                                              |
| --------- | ------ | ------------------------------- | ------------------------------------ | ----- | ---- | ------------------------------------ | ---------- | ------------- | -------------------------------------------------- |
| Przegrana | 12-4   | Makwan Amirkhani (16-7)         | Poddanie (duszenie anakonda)         | 1     | 0:57 | UFC Fight Night: Volkov vs. Aspinall | 19.03.2022 | Londyn        |                                                    |
| Przegrana | 12-3   | Lando Vannata (11-5-2)          | Decyzja (niejednogłośna)             | 3     | 5:00 | UFC 262                              | 15.05.2021 | Houston       |                                                    |
| Przegrana | 12-2   | Mowsar Jewłojew (12-0)          | Decyzja (jednogłośna)                | 3     | 5:00 | UFC on ESPN: Whittaker vs. Till      | 25.07.2020 | Abu Zabi      |                                                    |
| Wygrana   | 12-1   | Nad Narimani (12-2)             | TKO (ciosy pięściami)                | 2     | 4:42 | UFC on ESPN+ 5: Till vs. Masvidal    | 16.03.2019 | Londyn        | Debiut w UFC                                       |
| Wygrana   | 11-1   | Fernando Bruno (16-4)           | Decyzja (jednogłośna)                | 3     | 5:00 | Aspera FC 58: Road to EFC            | 04.11.2017 | Gaspar        | Zdobył mistrzowski pas Aspera FC w wadze piórkowej |
| Wygrana   | 10-1   | Michael Tobin (12-1)            | Poddanie (duszenie gilotynowe)       | 3     | 4:38 | ACB 65: Silva vs Agnaev              | 22.07.2017 | Sheffield     |                                                    |
| Wygrana   | 9-1    | Yutaka Saito (12-2-2)           | Decyzja (jednogłośna)                | 3     | 5:00 | Shooto                               | 29.01.2017 | Tokio         |                                                    |
| Wygrana   | 8-1    | Fouad Mesdari (11-7-2)          | Poddanie (duszenie trójkątne rękoma) | 1     | 2:39 | Shinobi War 9                        | 26.11.2016 | } Liverpool   |                                                    |
| Wygrana   | 7-1    | Daniel Vasquez (0-1)            | Poddanie (duszenie trójkątne rękoma) | 1     | 1:15 | ICE FC 18                            | 28.10.2016 | Bolton        |                                                    |
| Wygrana   | 6-1    | Zsolt Fényes (6-12)             | Poddanie (kimura)                    | 1     | 0:55 | ICE FC 17                            | 20.08.2016 | Manchester    |                                                    |
| Wygrana   | 5-1    | Marley Swindells (8-3-1)        | Decyzja (jednogłośna)                | 3     | 5:00 | BAMMA 25: Champion vs. Champion      | 14.05.2016 | Birmingham    | Powrót do wagi piórkowej                           |
| Wygrana   | 4-1    | Damian Frankiewicz (2-0)        | Poddanie (duszenie trójkątne rękoma) | 1     | 3:59 | BAMMA 21: DeVent Vs. Kone            | 13.06.2015 | Birmingham    | Przejście do wagi lekkiej                          |
| Przegrana | 3-1    | Damian Stasiak (7-2)            | Poddanie (duszenie trójkątne rękoma) | 2     | 4:18 | BAMMA 19: Petley vs. Stapleton       | 28.03.2015 | Blackpool     |                                                    |
| Wygrana   | 3-0    | Mamadou Gueye (7-1)             | Poddanie (duszenie D'Arce)           | 1     | 3:35 | BAMMA 18: Duquesnoy Vs. Klaczek      | 21.02.2015 | Wolverhampton |                                                    |
| Wygrana   | 2-0    | Mike Cutting (6-2)              | Poddanie (duszenie D'Arce)           | 1     | 1:56 | BAMMA 17: Fletcher vs. Brightmon     | 06.12.2014 | Manchester    |                                                    |
| Wygrana   | 1-0    | Anthony Phillips (5-5)          | Poddanie (duszenie D'Arce)           | 1     | 2:47 | BAMMA 16: Daley vs. da Rocha         | 13.09.2014 | Manchester    | Debiut w MMA w wadze piórkowej                     |